# Thư viện Pomeranian

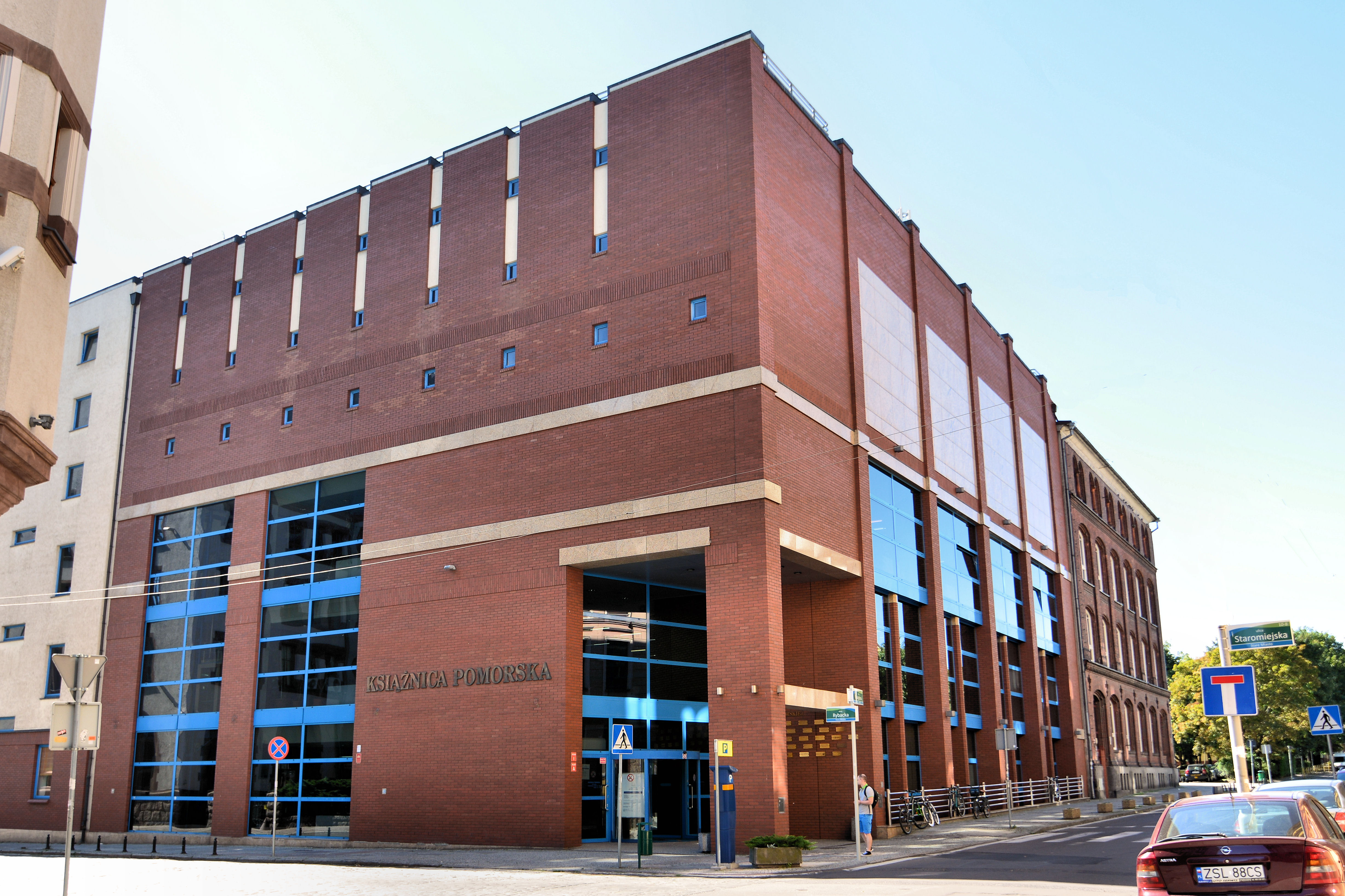
Phần phía đông bắc của tòa nhà - một góc nhìn từ đường Podgórna

Thư viện Pomeranian (tiếng Ba Lan: Książnica Pomorska), tên đầy đủ là Thư viện Pomeranian được đặt tên theo Stanisław Staszic ở Szczecin (tiếng Ba Lan: Książnica Pomorska imeni Stanisława Staszica w Szczecinie) là một Thư viện khu vực có trụ sở tại Szczecin (trước đây là Stettin), Ba Lan. Đây là thư viện định hướng nhân văn lớn nhất ở Tây Pomerania, tập trung vào các ngành khoa học xã hội, các môn học Pomeranian, Scandinavia và Đức và Seamanship. Thư viện cũng có phòng đọc khoa học nói chung với sách từ các lĩnh vực khoa học khác, bao gồm toán học, khoa học tự nhiên và y học.

## Giai đoạn lịch sử Đức
Nó đã được khai sinh khi một quyết định được phê chuẩn để thành lập một thư viện công cộng vào năm 1901, và tài liệu đã được mua từ Thư viện Hội đồng, thư viện của Bảo tàng Pomerania và vào năm 1904 thư viện trường học thành phố. Thư viện đã được mở vào ngày 3 tháng 10 năm 1905 và tài liệu đã được mua từ nhiều nguồn khác nhau sau đó.

## Giai đoạn lịch sử Ba Lan

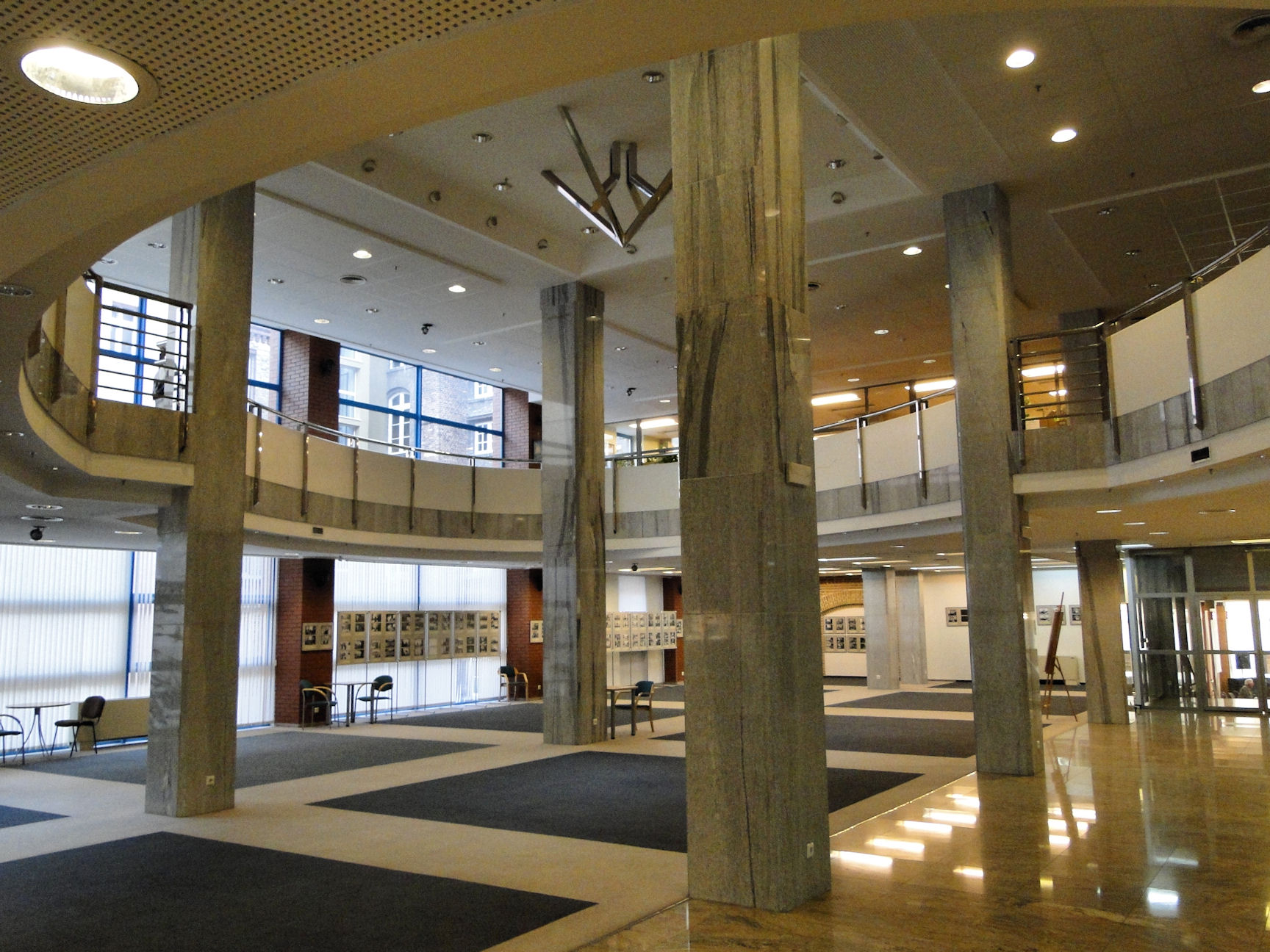
Một phần của nội thất cho triển lãm

Vào ngày 12/7/1945, Thư viện thành phố ở Szczecin, đã nối lại hoạt động của mình khi nó là thư viện đầu tiên ở Ba Lan trong thành phố bị phá hủy trong Thế chiến thứ hai hoạt động trở lại. Loại bỏ một cách có hệ thống các tác động của chiến tranh và trật tự của các bộ sưu tập đã được trải qua từ những tháng đầu tiên sau khi kết thúc chiến tranh.
Quyền sở hữu đã được chuyển từ trung ương sang chính quyền địa phương vào năm 1990. Książnica tổ chức các cuộc họp khoa học, trong số những cuộc họp khác về lịch sử của Pomerania, và triển lãm với các tác phẩm nghệ thuật và thuyết trình về lịch sử sách trong khu vực của Szczecin và toàn bộ Pomerania. Các dự án gần đây đã bao gồm các thước ghi nhỏ ghi lại các tài liệu có giá trị nhất.
Thư viện có khoảng 300.000 độc giả đăng ký.

Tên tiếng Anh của 'Książnica' trong danh mục (cơ sở dữ liệu) http://www.worldcat.org là 'Thư viện trung tâm của tỉnh Tây Pomerania'. 

## Văn chương
- Bernhard Fabian, Marzena Zacharska, Todorka Nikolova: Handbuch deutscher historyischer Buchbestände ở Europa. Polen và Bulgarien. Georg Olms Verlag, Hildesheim 1999, ISBN 978-3-487-10359-4, S. 165f.
- Książnica Pomorska im. Stanisława Staszica w Szczecinie (Hrsg.): Schätze der Pommerschen Bibliothek Szczezin, 4. veränderte Auflage, Szczecin, Ba Lan (2010), ISBN 978-83-87879-78-5
- Stephanie Funk: Östlich der Oder: Polen und sein Bibliothekswesen. Trong: LIBREAS. Ý tưởng thư viện 04/2006.